# 亞當航空
亞當航空（Adam Air），全名為 ，是一家位於印度尼西亞雅加達的廉價航空公司，其國內服務範圍超過20個城市，並連接新加坡和檳城兩個國際航點。主要的基地是雅加達蘇加諾-哈達國際機場。
雖然被部分消費者歸類為低價航空公司，但亞當航空公司將其定位於低價航空與傳統航空之間，服務特點包括：提供優良航空服務及餐點，以及提供具有競爭力的價格。來自新加坡的惠旅航空（Valuair）亦同樣以此作為市場定位。在574號空難發生前，亞當航空是印尼成長得最快的航空公司之一。

## 歷史

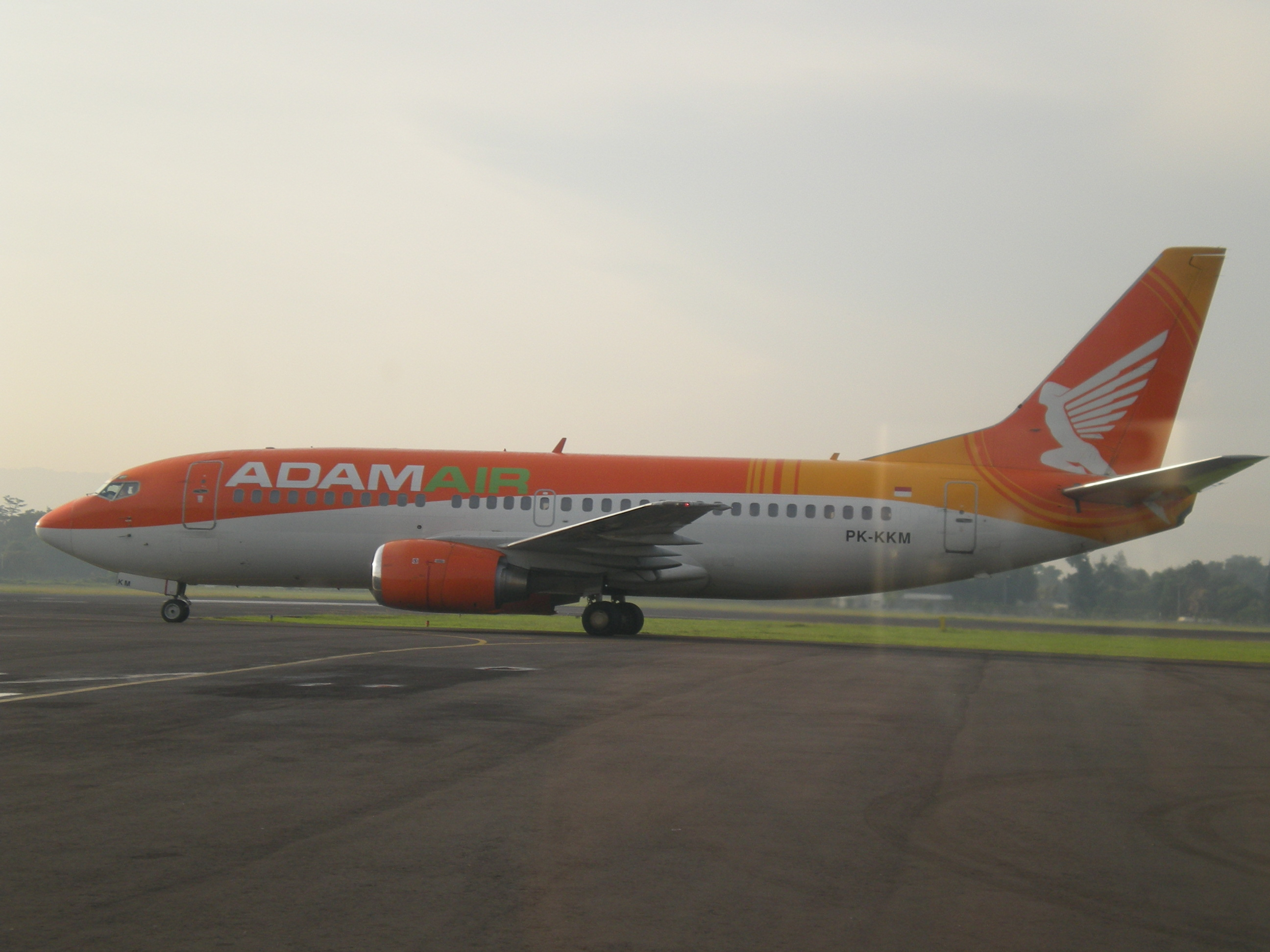
亞當航空B737-300

亞當航空公司在2002年開始籌備成立，由印度尼西亞知名的商人和政治家阿貢·拉克索諾和Sandra Ang創立。
航空公司在2003年正式成立，並於2003年12月19日開始營運，向奇異商業航空服務公司租借兩架波音737客機營運。公司的名稱是以執行長（CEO）Adam Adhitya Suherman 命名。
不久，亞當航空被外界收購了部份股權，包括從德州太平洋集團獲得20%股權的澳洲航空等。但自發生了574號班機事件後，業界紛紛打退堂鼓，後來更將一半股權出售了印尼投資公司PT Bhakti Investama。
在292號班機在巴淡島發生事故後，PT Bhakti Investama及其合夥人以業績無起色為由，希望把股權售回給創辦人阿貢·拉克索諾和Sandra Ang。最後，亞當航空在2008年6月9日正式宣佈破產，随後因為於2007年底被判定為最危險級別，結果被印尼交通局勒令停運。

## 意外事件
亞當航空的安全記錄在過去經常受到批評。在2006年，至少有一架飛機滑出跑道，至少兩班機在榣輪煞車系統出現嚴重問題下照樣飛行，此外還有班機偏離航道等問題。

### 亞當航空782號班機
2006年2月11日，註冊編號為PK-KKE的亞當航空782號班機從雅加達出發往望加錫期間失去聯絡及航道近20分鐘，進入雷達的「黑色走廊」並失去聯絡數小時，最後在坦波拉卡机场緊急降落，事後兩名機師亦被解雇。此外亞當航空亦多次違規，包括在未得到授權下自行調走飛機以妨礙當局調查。

### 亞當航空574號班機
2007年1月1日，一架從泗水出發往萬鴉老的亞當航空574號班機偏離航道，因組員失誤墜毀。該飛機註冊編號PK-KKW，是一架B737-400，載著96名乘客和6名機組人員。1月10日，飛機的水平尾翼在海面找到。飛機保養不善成為空難的主因。事件使亞當航空遭到很大的衝擊。

### 亞當航空172號班機
2007年2月21日，註冊編號為PK-KKV的B737-300、從雅加達出發往泗水的亞當航空172號班機，在祝安達國際機場硬著陸。機尾觸地使飛機出現裂縫及機身變形，事件中無人受傷，但使其它航班要轉飛鄰近機場。6架亞當航空飛機被勒令停飛等待當局檢驗，其中5架重新投入服務。亞當航空稱意外因天氣造成。當局對航空公司執行「重罰」。副總裁認為所有B737-300都要檢查。

### 亞當航空292號班機
2008年3月10日，亞當航空292號班機的B737-400從雅加達出發往巴淡島，降落時衝出跑道75米，機翼受損。事件中無人受傷，但緊急疏散程序怪異，沒有使用逃生梯。事後有2人情緒激動。

## 爭議
574號班機空難使人們關注亞當航空出現兩個大問題：安全和腐敗。

### 安全
亞當航空的安全性引起人們的批評，例如飛機在機門損壞的情況下繼續飛行數個月、窗口出現裂痕照樣飛行、航空公司要求飛行員在飛機不宜飛行的情況下繼續飛行、超重起飛。美國聯合通訊社引用一名飛行員的說話「你每飛一次，就要面對地勤人員對你違反規例的批評」。如果飛行員挑戰高層職員，他們便會被減薪。
Adam Adhitya Suherman否認以上問題，並指最少40%營運經費用作飛機保養，但有言論反駁並指60%的營運經費是用作燃油費用。

### 腐敗
阿貢·拉克索諾並沒有投資一分一毫給航空公司，反而以政府官員名義私吞公司資金，使公司能夠較易取得營運執照及機場起降權。亞當航空的宣傳廣告有欺騙成份，說用全新的B737-400搭載乘客飛上天空。事實上當時B737-400已經停產，且亞當航空使用的飛機機齡超過15年。
782號班機在偏離航道並成功緊急降落後，機師宣稱導航系統失靈而導致這次事故。亞當航空反駁儀器運作正常，而機師以危害乘客生命名義被捕。不久之後，航空通訊理事會給指引給亞當航空去維修失靈系統，修理完畢後飛機投入服務，但沒有作任何監督。接著國家最高航空當局稱會徹底調查此「嚴重違法行為」，但調查結果沒有公佈，亦沒有人知道是否進行過調查。公眾批評亞當航空運用政治手段免除麻煩。
Tempo雜誌訪問執行長蘇赫爾曼，說誰要負上最大責任，他說：「這是天氣問題。飛機起飛時一切良好，除了未知因素。我們不是神。」可是亞洲時報反駁航空公司的腐敗使人們永遠不會知道事件真相。

## 其它法律問題
公司在2003年成立初時有不少飛行員加入，但亦有至少20人在一個月內因安全問題而相繼辭職。
2005年5月，因為航空公司的領航資訊不足及強迫飛行，17名亞當航空飛行員集體辭職，航空公司控告他們未完成合約便辭職。
2007年1月10日，印尼消費者及勞工組織計劃向亞當航空索取100萬美元的空難賠償。
2007年2月21日，13名亞當航空員工及PT Angkasa Pura員工疑因輸入虛假資料而被捕。

## 營運機隊
亞當航空曾擁有以下客機：
- 6架波音737-200
- 7波音737-300
- 13波音737-400
- 1架波音737-500